# Peter Lemashon
Peter Lemashon (* 14. Juli 1956) ist ein ehemaliger kenianischer Mittelstreckenläufer, der sich auf die 800-Meter-Distanz spezialisiert hatte.
1978 gewann er bei den Afrikaspielen in Algier und bei den Commonwealth Games in Edmonton jeweils Bronze.
Für die University of Texas at El Paso startend wurde er 1978 NCAA-Meister über 800 m und 1981 NCAA_Hallenmeister über 1000 Yards.
Seine persönliche Bestzeit über 800 m von 1:45,5 min stellte er am 19. Juni 1977 in Bydgoszcz auf. 